# BugSat 1
BugSat 1 es un micro-satélite argentino lanzado en 2014. El satélite está construido en forma de caja aplanada, optimizado para el lanzamiento. Todos los instrumentos funcionan gracias a las celdas solares que posee el satélite. Es apodado "Tita" en honor a Tita Merello.

## Lanzamiento
BugSat 1 fue lanzado desde el sitio 13 de la Base Aérea de Dombarovsky, en Rusia, el 19 de junio de 2014 por un cohete Dnepr-1. A pesar de que Satellogic nunca confirmó el resultado del lanzamiento, los radio aficionados han tenido éxito al descargar datos de estado de satélite.

## Misión
El satélite en si es un demostrador de tecnología, sobre todo para la observación de la Tierra. Una vez que termine su misión primaria, el satélite ofrecerá servicios digipeater (repetidor digital) para los radio aficionados.